# Виталина Бацарашкина
Виталина Бацарашкина (Омск, 1. октобар 1996), је руска спортисткиња која се такмичи у стрељаштву. На Олимпијским играма у Рио де Жанеиру у дисциплини ваздушни пиштољ освојила је сребрну медаљу што јој је до сада највећи успех у каријери.